# Montclar (Alpes-de-Haute-Provence)
Montclar település Franciaországban, Alpes-de-Haute-Provence megyében. Lakosainak száma 397 fő (2022. január 1.). Montclar Le Lauzet-Ubaye, Selonnet, Seyne és Ubaye-Serre-Ponçon községekkel határos.

## Népesség
A település népességének változása:
| Lakosok száma | 204  | 258  | 327  | 454  | 441  | 414  | 414  | 406  | 403  | 397  |
|               | 1968 | 1982 | 1990 | 2006 | 2013 | 2015 | 2017 | 2019 | 2020 | 2022 |